# Nemapogon koenigi
Nemapogon koenigi, auch unter dem Namen „Königs Totholzmotte“ bekannt, ist ein Schmetterling aus der Familie der Echten Motten (Tineidae). Ihren wissenschaftlichen Namen erhielt die Art von dem rumänischen Entomologen Iosif Căpuşe (1935–1999). Der Name ehrt den damals ebenfalls in Rumänien aktiven Schmetterlingsforscher Friedrich König. Typlokalität der von Căpuşe beschriebenen Art ist Brașov in Rumänien.

## Taxonomie
Das Typusexemplar von Căpuşe ist offenbar nicht mehr auffindbar. Tatsächlich wurde die Art unter dem Namen Tinea albipunctella Haworth, 1828 erstbeschrieben. Da der Name jedoch schon vergeben war, wurde als Ersatzname Nemapogon wolffiella Karsholt & Nielsen, 1976 verwendet. Spätere Untersuchungen führten zu dem Schluss, dass Nemapogon wolffiella ein Synonym von Nemapogon koenigi ist und gemäß der Prioritätsregel der zuerst veröffentlichte Name Vorrang hat.

## Merkmale
Die Flügelspannweite der Falter beträgt 12 bis 14 Millimeter. Im Folgenden die Beschreibung nach Căpuşe (1967): Die braunen Vorderflügel weisen ein weißgelbliches Muster auf, das aus verstreut liegenden Flecken in der Grundfarbe gebildet wird. Am Costalrand befinden sich sechs und am Innenrand vier Flecke. Auf dem restlichen Teil der Flügel ist außer den kleinen Flecken in der Grundfarbe, am äußersten apikalen Teil der Zelle ein weißer ovaler Fleck zu sehen. Die braunen Fransen des Vorderflügels weisen drei weißliche breite Bänder auf. Die Hinterflügel und ihre Fransen sind braunaschgrau. Die Tarsenglieder der braungelblichen Beine sind von einer helleren Farbe. Die Nemapogon-Gruppe umfasst mehrere sehr ähnliche Schmetterlingsarten, die in der Regel nur durch Genitaluntersuchungen sicher getrennt werden können.

## Geographische Verbreitung
Die Art ist in Mitteleuropa weit verbreitet, fehlt aber in Spanien und Portugal.

## Lebensweise
Die Raupen ernähren sich von Pilzen der Gattung Hypoxylon sowie von Totholz und verrottendem Holz. Die Flugzeit der Schmetterlinge liegt im Juni und Juli. Gewöhnlich sind die Falter ab dem späten Nachmittag aktiv. Die Falter werden regelmäßig als Beifang in Pheromonfallen gefunden.